# Llangardaix atlàntic
El llangardaix atlàntic (Gallotia atlantica) és una espècie de sauròpsid (rèptil) escatós endèmica de les Illes Canàries orientals.

## Descripció
Llangardaix petit, dors gris, ocre, marró, verd grisenc o negrós, els mascles posseeixen dues fileres d'ocels blaus a cada costat.

## Distribució i hàbitat
Està present a Lanzarote i Fuerteventura així com en altres petits illots com La Graciosa, Montaña Clara, Alegranza, Roque del Este i Isla de Lobos. Existeix una altra població petita i molt localitzada en la costa oriental de Gran Canària (Arinaga) però es considera introduïda.

## Subespècies
Es reconeixen les següents subespècies:
- G. atlantica atlantica, present a Lanzarote i illots.
- G. atlantica mahoratae, present a Fuerteventura i Lobos i introduïda a Gran Canària.

Altres subespècies anteriorment acceptades han estat agregades a les anteriors en estudis recents. Aquestes són:
- G. atlantica delibesi, descrita per a Gran Canària, considerada ara sinònim de G. a. mahoratae.
- G. atlantica ibagnezi, localitzada a Alegranza i considerada ara sinònim de G. a. atlantica.
- G. atlantica laurae, present al malpaís de La Corona, al nord de Lanzarote, considerada ara com a sinònim de G. a. atlantica.

## Conservació i amenaces
Catalogada per a la UICN com a risc mínim.
A Espanya únicament la subespècie G. a. laurae està catalogada com a vulnerable, ja que es tracta d'una població restringida a una àrea inferior a 2.000 km² i actualment en declivi inferit per la degradació del seu hàbitat. Es localitza en el malpaís de la Corona i alguns illots al nord de Lanzarote. Les seves principals amenaces són l'alteració de l'hàbitat i l'impacte d'espècies introduïdes.